# Filippo Spinola
Filippo Spinola Doria (Génova, 1 de diciembre de 1535 – Roma, 20 de agosto de 1593) fue un obispo y cardenal católico italiano, perteneciente a la Casa de Spínola.
Fue hijo de Agostino Spinola, señor de Tassarolo y Pasturana, y de Geronima Doria Albenga. En 1566 es nombrado obispo de Bisignano, en sustitución de Martino Terracina. Ocupó el cargo hasta 1569, cuando fue electo obispo de Nola. El papa Gregorio XIII lo consagró como cardenal presbítero de San Lorenzo en 1583, y al año siguiente de Santa Sabina. En 1585 fue nombrado legado apostólico de Perugia y Umbría, que ocupó hasta 1591.
Participó en los cónclaves de 1585 (elegido Sixto V), en el de septiembre de 1590 (elegido Urbano VII), en el de otoño de 1590 (elegido Gregorio XIV), en el de 1591 (elegido Inocencio IX) y en el de 1592 (elegido Clemente VIII).
Murió en Roma el 20 de agosto de 1593, a la edad de cincuenta y siete años.
| Predecesor: Martino Terracina    | Obispo de Bisignano 1566-1568                   | Sucesor: Prospero Vitelliano |
| Predecesor: Antonio Scarampi     | Obispo de Nola 1569-1585                        | Sucesor: Fabrizio Gallo      |
| Predecesor: Vincenzo Giustiniani | Cardenal presbítero de Santa Sabina 1584-1593   | Sucesor: Ottavio Bandini     |
| Predecesor: Alessandro Riario    | Legado apostólico de Perugia y Umbría 1585-1591 | Sucesor: Domenico Pinelli    |